# 멕시코 공군
멕시코 공군(스페인어: Fuerza Aérea Mexicana, FAM)은 멕시코군의 항공 서비스 부서이다. 그것은 멕시코 육군의 구성 요소이고 국방부 사무국(SEDNA)에 의존한다. FAM의 목적은 멕시코의 통합성, 독립성, 주권을 방어하는 것이다. 보조 업무는 내부 보안, 공공 사업 지원, 그리고 자연 재해 관리를 포함한다. 2017년 12월부터, 지휘관은 미겔 엔리케 발린 오스나이다.

## 역사

### 멕시코 혁명

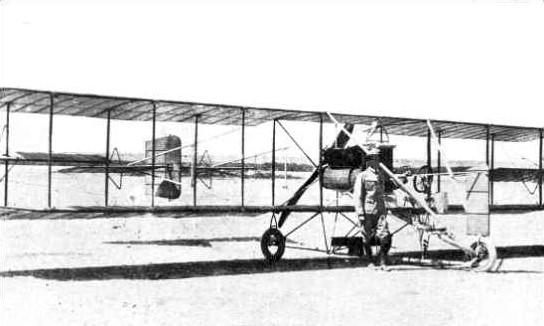
커티스 항공기 소노라는 1913년 멕시코에서 관측 및 폭격에 사용되었다.

멕시코 공군의 기초는 후안 파블로와 에두아르도 알다소로, 알베르토와 구스타보 살리나스, 호라시오 루이스의 비행을 마스터하기 위해 프란시스코 마데로 대통령에 의해 뉴욕으로 보내진 5명의 멕시코 비행 개척자들에 의해 주도되었다. 그들은 1913년 설립자들뿐만 아니라 차세대 조종사들을 위한 선생님들로서도 멕시코로 돌아왔다.
공군의 공식적인 전신은 1913년 4월 멕시코 혁명 당시, 미겔 레브리야와 후안 기예르모 빌라야나가 현재 멕시코시티의 자르딘 발뷔에나에 위치한 캄포 데 발뷔에나에 대한 폭격 목표를 시험할 권한을 부여한 전쟁 및 해군 장관 마누엘 몬드라곤이 창설한 육군 보조 항공대의 공식적인 전신은 현재 멕시코시티의 자르딘 발뷔에나에 위치한 멕시코의 첫 번째 공항인 캄포 데 발뷔에나에 대한 폭격 목표를 시험하기 위해 조종사 미겔 레브리야와 후안 기예르모 빌라야나였다.
공군은 1913년 5월 10일 디디에 메이슨과 호아킨 바우체 알칼데가 반군 보트에 다이너마이트 15킬로그램을 떨어뜨릴 때까지 정찰 임무를 독점적으로 수행했다. 비록 이 공격이 아래의 피해를 입히지는 않았지만, 이것은 공대지 폭격의 첫 사례로 알려져 있다. 메이슨은 또한 전단 투하를 수행했는데, 이것은 또한 지금까지 최초의 것으로 여겨진다.
1915년 2월 5일, 입헌군의 지도자인 베누스티아노 카란사는 현재의 공군이 될 군용 항공대를 창설했다. 그것의 첫 번째 지휘관은 알베르토 살리나스 카란자 중위였다.

### 제2차 세계 대전
멕시칸 원정 공군의 P-47D 전투기 편대인 에스쿠아드론 201은 제2차 세계 대전 동안 일본 제국에 대항한 태평양 전쟁에서 복무했다. 그것은 25대의 항공기로 구성되었고 300명의 공군과 지원 직원이 있었다. 201 비행대는 필리핀(루손 전투)과 포르모사(대만)에서 96개의 전투 임무를 완수했다. 그것은 해외 전투를 목격한 멕시코군의 유일한 부대이다.

### 현대
1995년 9월 16일, 30년 이상의 사건 없이 열병식 비행을 한 후, F-5E가 멕시코의 독립을 위한 퍼레이드 도중 록히드 T-33 세 대와 공중에서 충돌했다. 모든 항공기가 사라졌고 총 10명의 사망자가 발생했다. 그 이후, 안전상의 이유로, 멕시코에서의 열병식 비행은 참가가 더 적었다.
2004년 멕시코 공군은 캄페체주 남부 상공에서 UFO를 목격한 것을 기록했다.